# K.K. Partizan 1974-1975
Questa pagina raccoglie le informazioni riguardanti il Košarkaški klub Partizan nelle competizioni ufficiali della stagione 1974-1975.

## Roster
| N° | Naz.                  | Ruolo | Sportivo          |  | Alt. |  |
| -- | --------------------- | ----- | ----------------- |  | ---- |  |
| 4  | Jugoslavia (bandiera) | P     | Dragan Todorić    |  | 187  |  |
| 5  | Jugoslavia (bandiera) | G     | Dragan Kićanović  |  | 191  |  |
| 6  | Jugoslavia (bandiera) |       | Goran Latifić     |  | 184  |  |
| 7  | Jugoslavia (bandiera) | A     | Dušan Kerkez      |  | 194  |  |
| 8  | Jugoslavia (bandiera) |       | Dragan Đukić      |  |      |  |
| 9  | Jugoslavia (bandiera) |       | Ratko Kaljević    |  |      |  |
| 10 | Jugoslavia (bandiera) | C     | Josip Farčić      |  | 200  |  |
| 11 | Jugoslavia (bandiera) | C     | Miodrag Marić     |  |      |  |
| 12 | Jugoslavia (bandiera) |       | Branimir Popović  |  |      |  |
| 13 | Jugoslavia (bandiera) | P     | Boris Beravs      |  | 183  |  |
| 14 | Jugoslavia (bandiera) | C     | Žarko Zečević     |  |      |  |
| 15 | Jugoslavia (bandiera) | A     | Dražen Dalipagić  |  | 197  |  |
|    | Jugoslavia (bandiera) |       | Marko Martinović  |  |      |  |
|    | Jugoslavia (bandiera) | C     | Milenko Babić     |  |      |  |
|    | Jugoslavia (bandiera) | All.  | Borislav Ćorković |  |      |  |